# Örnsköldsviks Nyheter
Örnsköldsviks Nyheter var en dagstidning utgiven i Örnsköldsvik från den 16 november 1894 till 31 december 1901. Tidningen startades med ett provnummer den 16 november 1894 och regelbunden utgivning den 1 december 1894. Tidningen fullständiga titel var Örnsköldsviks Nyheter.

## Redaktion
Utgivningsbevis för tidningen utfärdades för kommissionären Artur August Amnéus 17 oktober 1894. Sedan för redaktörerna Erik Eriksson Böhmer 12 februari 1895 och Olof Alfred Ohlson 8 november 1898, förut anställd såsom redaktionssekreterare 8 januari 1898 till 3 november 1898. Dessa innehavare av utgivningsbevisen har varit tidningens redaktörer.
Bland medarbetare  märks Oscar Frånberg  från januari till augusti 1896 och John Sandberg från 3 mars 1897 till 31 maj 1898. Böhmer sålde tidning och tryckeri i oktober 1898  till handlanden J. F. Jacobsson. Böhmer blef av Svea Hofrätt den 10 mars 1898 dömd till 300 kronor i böter samt 200 kronor i  skadestånd för en i Örnsköldsviks Nyheter den 1 september 1897 införd artikel mot extra ordinarie notarien A. Fritzell. Redaktionsort  för tidningen var Örnsköldsvik där också tidningen trycktes. Ansvarig utgivare  och redaktör för tidningen var  Olof Alfred Ohlsson från 8 november 1898 till den nedläggningen 31 december 1900. Tidningen får en efterföljare med titeln Örnsköldsviks Allehanda. Politisk tendens  för tidningen var frisinnad 
Utgivningen var inledningsvis 2 dagar i veckan onsdag och lördag 1894 till 27 november 1897. Från den 30 november 1897 till 30 december 1898 tre dagar i veckan tiddag, torsdag och lördag. Utgivningsdagarna skiftade till måndag onsdag och fredag men var fortsatt tre dagar i veckan till namnbytet till Örnsköldsviks Allehanda. Periodisk bilaga kallad  Bihang kom ut med oregelbunden frekvens, på varierande dagar med allmänt innehåll.

## Tryckning
Tidningens fyra sidor trycktes i bara svart med antikva som typsnitt och på stora satsytor 56x37 cm med 6 spalter till 8 maj 1895 sedan med 7 spalter 58x43 cm eller 8 spalter i format 60x49 cm. Prenumeration kostade 3 kronor och 60 öre.
Tidningen trycktes i Emil Öbergs bok och accidenstryckeri 16 november 1894 till 24 juli 1895, sedan av Örnsköldsviks Nyheters tryckeri från 27 juli 1895 till 30 december 1897 och sedan från 14 juli 1898 på Örnsköldsviks Nyheters tryckeri.  Böhmer & Öberg tryckte från 8 januari till 12 juli 1898  och sedan åter i Örnsköldsviks Nyheters tryckeri. Förlaget hette sista tiden J F Jacobsson i Örnsköldsvik.